# مذاکره (فیلم)
مذاکره (کره‌ای: 협상; لاتین‌نویسی اصلاح‌شده: Hyeobsang) یک فیلم اکشن جنایی دلهره‌آور محصول سال ۲۰۱۸ کره جنوبی به کارگردانی لی جونگ-سوک و با بازی سون یه-جین و هیون بین است. این فیلم در ۱۹ سپتامبر ۲۰۱۸ منتشر شد.

## بازیگران

### اصلی
- سون یه-جین در نقش ها چه-یون[۸]
- هیون بین در نقش مین ته-گو[۹]

## تولید
فیلم‌برداری اصلی در ۱۷ ژوئیه ۲۰۱۷، در پاجو، استان گیونگ‌گی آغاز شد.

## انتشار
این فیلم در ۱۹ سپتامبر ۲۰۱۸ در کره جنوبی منتشر شد.
تا سپتامبر ۲۰۱۸، این فیلم به بیش از ۲۲ کشور فروخته شد. مذاکره در آمریکای شمالی در ۲۰ سپتامبر، در سنگاپور، مالزی و برونئی در ۴ اکتبر در هنگ کنگ و ماکائو در اوایل اکتبر، در ویتنام و تایوان در ۱۹ اکتبر و در اندونزی در ۲۴ اکتبر ۲۰۱۸ منتشر شد.
این فیلم از ۱۷ اکتبر ۲۰۱۸، در سرویس‌های وی‌اودی و دانلود دیجیتال منتشر شد.